# Contea di Jinzhai
La contea di Jinzhai (金寨县S, Jīnzhài XiànP) è una contea della Cina, situata nella provincia dell'Anhui.